# Лавров, Владимир Михайлович
Владимир Михайлович Лавров (род. 24 мая 1957, Москва) — советский и российский историк, доктор исторических наук (1998). Был главным научным сотрудником Института российской истории (ИРИ) РАН, а ранее работал заместителем директора ИРИ РАН по науке (2003—2011) и руководителем Центра истории религии и церкви в России (2004—2012). Автор трудов по истории православной церкви в России, истории революции 1917 года в Российской империи.

## Биография
Родился в семье М. И. Кузнецова (1913—1987), кандидата философских наук, заместителя председателя Научно-редакционного совета издательства «Советская энциклопедия». Мать, З. А. Лаврова (1925—2010), работала художником-графиком в журналах АН СССР. Утверждается, что далёким предком Лаврова был Н. М. Максимович (Амбодик). Родители Лаврова не были женаты, но Михаил Кузнецов платил алименты и усыновил Владимира Лаврова.
Окончил исторический факультет Московского государственного педагогического института им. В. И. Ленина (1979). В 1979—1982 гг. работал младшим научным сотрудником в секторе произведений Ленина Института марксизма-ленинизма при ЦК КПСС.
В 1982—1985 гг. учился в аспирантуре Института истории СССР АН СССР (ныне Институт российский истории (ИРИ) РАН), в котором работал с 1985 года по 2018 год: прошел путь от младшего до главного научного сотрудника, с 2003 г. по 24.04.2011 г. заместитель директора по науке и с 2004 г. до июня 2012 г. pуководитель Центра истории религии и Церкви. В 1987 г. защитил кандидатскую диссертацию «Источники по истории Чрезвычайного и Второго Всероссийских съездов Советов крестьянских депутатов (ноябрь-декабрь 1917 г.)», в 1998 г. защитил докторскую диссертацию «Крестьянский парламент» России (Всероссийские съезды Советов крестьянских депутатов в 1917—1918 гг.)". Неоднократно исполнял обязанности директора в отсутствие А. Н. Сахарова. Организатор подготовки многих исторических экспертиз и справок для Администрации Президента, Правительства, Государственной Думы и МИДа, в том числе о голоде 1932—1933 гг. в СССР.
В 1999—2000 гг. заведующий кафедрой русской и зарубежной истории в Российском православном институте святого Иоанна Богослова, преподавал в Православном Свято-Тихоновском гуманитарном университете и десять лет учительствовал в средней школе для сирот, что находится в здании Англиканской церкви в Москве.
В декабре 2006 года стал одним из учредителей Фонда «Возвращение», занимающегося вопросами возвращения исторических традиций, нравственных ценностей и названий, существовавших в России до 1917 года.
В 2010 году стал советником предводителя Российского Дворянского Собрания и председателем Московского отделения Императорского Русского исторического общества.
В настоящее время профессор Николо-Угрешской духовной семинарии, а также преподает в Национальном институте бизнеса. Академик РАЕН (2010). 

## Общественная деятельность

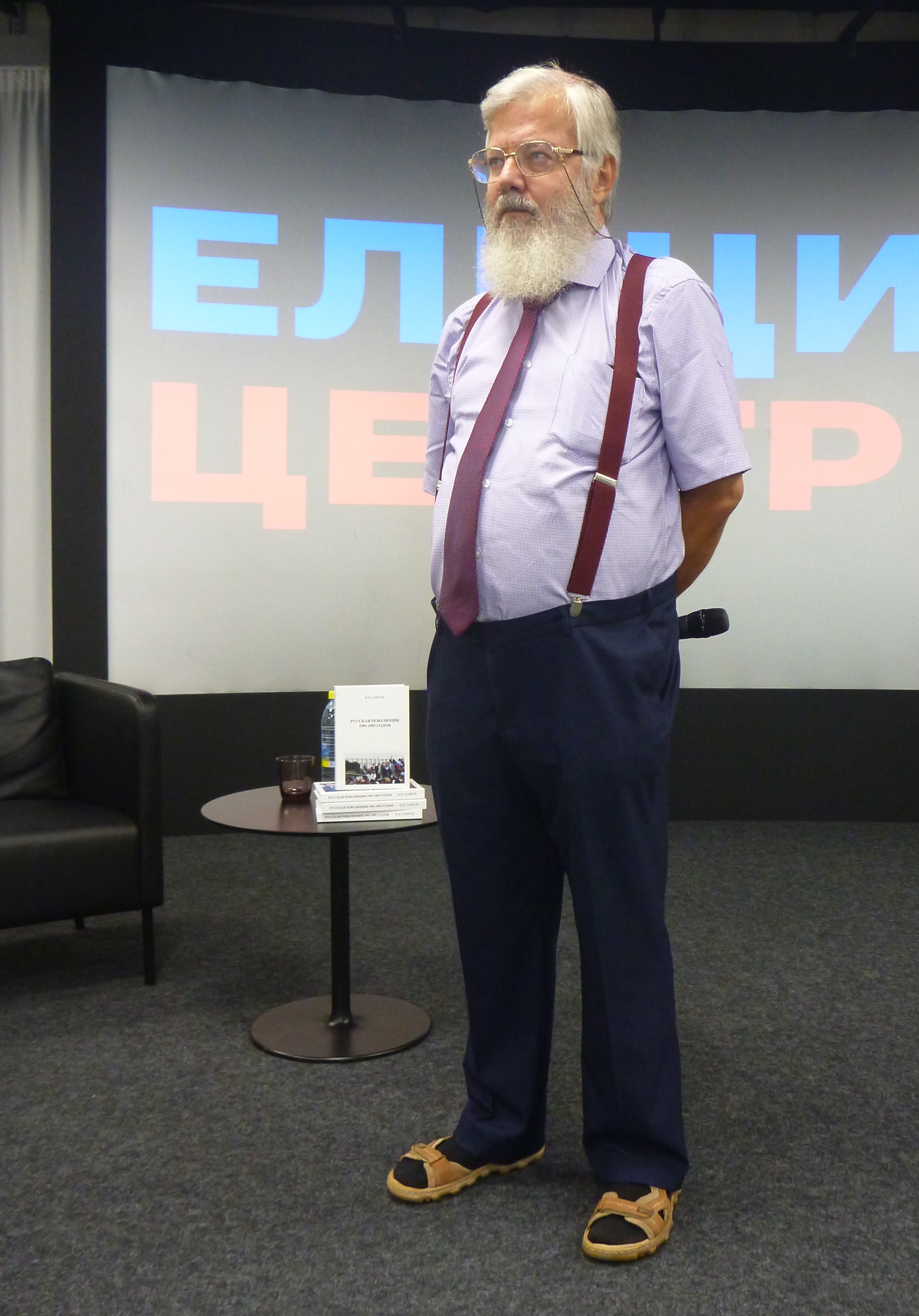
Владимир Лавров презентует свою книгу в Ельцин-центре, 21 августа 2021 года

Владимир Лавров получил известность тем, что 24 августа 2012 года обратился в Следственный комитет России с заявлением о проверке работ Ленина на наличие в них экстремизма. Как он пояснил: «нужно дать юридическую, правовую оценку преступлениям против человечности, которые совершил Ленин и которые не имеют срока давности». В своём обращении историк утверждает, что Ленин не только публично оправдывал терроризм, но в период первой русской революции руководил террористической деятельностью.
Для проверки Лавров предложил перечень произведений Ленина, многие из которых не вошли в собрания сочинений Ленина. По утверждению историка, их просто боялись публиковать, потому что политика красного террора, объявленного большевиками — это и есть политика «самого настоящего государственного терроризма». Эта инициатива учёного стала причиной драки Лаврова в прямом эфире радио «Говорит Москва» 19 апреля 2013 года. Конфликт произошел между Владимиром Лавровым и политологом Сергеем Черняховским во время обсуждения вопроса изменения советской ментальности у современных людей. Как стало известно позже, Лавров в ходе драки получил перелом носа и сотрясение мозга, после чего был госпитализирован. После завершения драки в эфире прозвучала фраза Черняховского: «Он оскорбил миллионы людей!».
В начале 1990-х годов был участником движения «Демократическая Россия». По своим взглядам является христианским демократом, консерватором, в партиях не состоял и не состоит.

## Позиция
- В июле 2009 года внимание общественности привлекло выступление Лаврова на Всемирном русском народном соборе в Екатеринбурге «Семья — малая Церковь как спасение русской нации»[10], в котором он, в частности, заявил о необходимости оказывать государственную поддержку семьям и матерям прежде всего русской национальности[11].
- «Патриоты-американцы, исходя из своего квасного патриотизма, искажают и фальсифицируют историю Второй мировой войны, выпячивая собственную роль и всячески преуменьшая роль СССР… Вообще во многих западных учебниках выходит, что основную роль в войне сыграли США и Великобритания»[12].
- «Сто лет назад перед Россией открывалось великое будущее, однако она не использовала свой шанс. И сегодня мы во многом возвращаемся к тому пути, с которого свернули в то окаянное время, когда в подвале Ипатьевского дома был убит вместе с семьёй Николай II», — писал Лавров в 2013 году[13].
- «Если бы святой Владимир провел референдум о том, креститься или нет, мы остались бы язычниками с многожёнством»[12].
- «Я слышал, что Борис Ельцин собирался открыть большую подборку каких-то документов, а затем передумал, сказав, что народ не готов услышать такую правду»[14].

## Критика
«В сугубо антиленинском духе написана книга „русского патриота“ (как он сам себя определяет) В. М. Лаврова, — отмечает д-р ист. наук Е. А. Котеленец о книге „Имя Россия. В. И. Ленин. Исторический выбор 2008“, — избранная автором форма — не биография Ленина, а спешно, без какой бы то ни было системы собранные материалы, многие из которых не имеют отношения собственно к этой исторической фигуре. К примеру, чуть ли не половина книги посвящена Русско-японской войне, П. А. Столыпину и Николаю II в годы Первой мировой войны».

## Труды
- Мария Спиридонова: террористка и жертва террора: Повествование в документах. М., 1995.
- «Крестьянский парламент» России (Всероссийские съезды Советов крестьянских депутатов в 1917—1918 годах). М., 1996.
- Партия Спиридоновой. (Мария Спиридонова на левоэсеровских съездах). М., 2001.
- Лавров В. М., Лобанов В. В., Лобанова, И. В. Мазырин А. М. Иерархия Русской Православной Церкви, Патриаршество и государство в революционную эпоху. М., 2008.
- Лавров В. М. Имя Россия. В. И. Ленин. Исторический выбор 2008. — «Издательство: АСТ», 2008. — 253 с. — Серия: «История России» — ISBN 978-5-17-055769-1
- Лавров В. М. Вне «тьмы века сего…» Духовно-нравственное осмысление социалистической революции в России (недоступная ссылка) // Политический журнал. 30 (173) 29 октября 2007 г.
- Составители тома: Н. Е. Быстрова, Л. П. Колодникова, А. Д. Чернев, Н. М. Перемышленникова, А. И. Шишкин, В. М. Лавров, С. М. Исхаков, Т. Ф. Каряева (археография) Том 6 1928 г. Часть 1 в серии «СОВЕРШЕННО СЕКРЕТНО»: ЛУБЯНКА — СТАЛИНУ О ПОЛОЖЕНИИ В СТРАНЕ (1922—1934)[16]
- Лавров В. М. Отечественная история и культура. / Учеб.-метод. пособие для юрид. и экон. фак-тов. — Издательство Института Российской Истории РАН, 2003.
- Лавров В. М. Семья Святых Царственных Страстотерпцев и революция. — М.: Лана, 2019.
- Лавров В. М. Православный взгляд на ленинский эксперимент над Россией. — М.: Отчий дом, 2019 — 96 с.
- Лавров В. М. Русская революция 1991—1993 годов. Из записок историка. — М.: Перо, 2021—266 с.

## Семья
- Жена — развелись в 2000 году[17];
- Дочь — Юлия Лаврова (родилась в 1987 году), работала в торговой фирме[18];
- Сын — Владимир Лавров (родился в 1989 году), инженер[18];
- Внук — Руслан (сын Юлии) (родился в 2000 году)[18];
- Дядя — Владимир Александрович Лавров (умер в 1980 году), белый офицер, эмигрант. Оставил матери Владимира Лаврова наследство, которое позволило Владимиру Лаврову (по его словам) «купить квартиру и отдыхать в начале 1990-х»[18];
- Дед — Константин Лавров (1903—1962), советский ученый-гистолог, директор Ростовского медицинского института[19];

### Интервью и выступления
- Ульянов-Ленин Интервью на радио «Эхо Москвы» 18 января 2009 года.
- Самое наше имя (недоступная ссылка) «Екатеринбургская Инициатива» 9 октября 2008 года.
- Владимир Лавров: «Рисковать Российской государственностью нельзя» (недоступная ссылка) «Екатеринбургская Инициатива» 10 июля 2008 года.
- Причины и характер Февральской революции. В. М. Лавров: «Революцию спровоцировала война, которая не стала народной» // КРУГЛЫЙ СТОЛ «ФЕВРАЛЬСКАЯ РЕВОЛЮЦИЯ 1917 ГОДА В РОССИЙСКОЙ ИСТОРИИ»
- Лавров В. М. Антидемократический переворот в российской исторической науке
- История «Красного террора» — беседа на телеканале OnlineTV 27 августа 2013 г.